# Château-Salins
Château-Salins (Salzburgen, en alemany) ciutat francesa del departament del Mosel·la, a la regió del Gran Est.